# Cercocarpus
Cercocarpus es un género con unas 50 especies descritas perteneciente a la familia Rosaceae.

## Taxonomía
El género fue descrito por Carl Sigismund Kunth y publicado en Nova Genera et Species Plantarum (quarto ed.) 6: 232–234, pl. 559. 1823 (1824). La especie tipo es: Cercocarpus fothergilloides Kunth.

## Especies seleccionadas
- Cercocarpus alniflolius Rydb.
- Cercocarpus alnifolius
- Cercocarpus argenteus
- Cercocarpus arizonicus M.E.Jones
- Cercocarpus betulifolius Nutt. ex Hook.
- Cercocarpus betuloides
- Cercocarpus breviflorus A.Gray
- Cercocarpus douglasii
- Cercocarpus eximius
- Cercocarpus flabellifolius
- Cercocarpus fothergilloides